# لويس بيريز (لاعب كرة قاعدة)
لويس بيريز (بالإسبانية: Luis Pérez)‏ (و. 1985  م) هو لاعب كرة قاعدة دومينيكاني، مركز لعبه هو مرسل الكرة ‏.

## روابط خارجية
- لويس بيريز على موقع دوري كرة القاعدة الرئيسي (الإنجليزية)
- لويس بيريز على موقع الدوري الياباني لكرة القاعدة (الإنجليزية)
- لويس بيريز على موقعبيزبول رفرنس.كوم (الدوري الرئيسي) (الإنجليزية)
- لويس بيريز على موقعبيزبول رفرنس.كوم (الدوري الثانوي) (الإنجليزية)
- لويس بيريز على موقع إي إس بي إن.كوم (أم.أل.بي) (الإنجليزية)
- لويس بيريز على موقع مشجعي الرسوم البيانية (الإنجليزية)